# Aleksandr Tchernine
Aleksandr Mikhaïlovitch Tchernine (russe : Александр Михаилович Чернин; né le 6 mars 1960 à Kharkiv, Ukraine) est un grand maître international d'échecs vivant actuellement en Hongrie, champion d'URSS en 1985, ex æquo avec Viktor Gavrikov et Mikhaïl Gourevitch.

## Champion d'Europe junior
Tout jeune, il obtint de bons résultats en tournoi et grimpa rapidement au classement junior. En 1979, il termina 2e du championnat du monde junior à Skien derrière Yasser Seirawan. En janvier 1980, il remporta le championnat d'Europe junior à Groningue devant Zurab Azmaiparashvili.
Grâce à ces prestigieuses prestations, le titre de maître international lui fut décerné et l'encouragea à poursuivre sur sa lancée.

## Victoires dans les tournois internationaux
Il remporta de nombreuses victoires en tournoi, notamment à
- Irkoutsk en 1980,
- Copenhague (tournoi AS04 & BSF) et Starý Smokovec (Slovaquie) en 1984,
- Copenhague (Coupe Politiken) en 1986 (ex æquo avec Vassily Smyslov),
- Polanica-Zdrój (mémorial Rubinstein) en 1988,
- Prague en 1989 et
- Marseille en 1990  (ex æquo avec Ievgueni Bareïev).

Il faut également noter ses deuxièmes places à Cienfuegos (mémorial Capablanca) en 1981 et Reggio Emilia en 1986-1987.

## Champion d'URSS
C'est incontestablement en 1985 que sa carrière échiquéenne atteignit son apogée puisqu'il devint grand maître international, remporta le championnat d'URSS (ex æquo avec Viktor Gavrikov et Mikhail Gourevitch).

## Candidat au championnat du monde (1985)
Grâce à son bon score au tournoi interzonal de Gammarth (Tunisie), il fut qualifié pour le tournoi des candidats de Montpellier. Malheureusement, il finit seulement au milieu du classement.

## Champion du monde par équipes
La même année, il obtint cependant une double médaille d'or par équipe et individuelle au Championnat du monde d'échecs par équipes inaugural à Lucerne, où il représentait l'Union soviétique.

## Troisième du championnat du monde de blitz
À l'occasion du premier Championnat du monde de blitz à Saint-Jean (Nouveau-Brunswick) en 1988, il termina à la troisième place (ex æquo avec Kiril Georgiev, derrière Mikhaïl Tal et Rafael Vaganian).
Dans les années 1990, Tchernine réalisa encore de belles performances sur le plan international :
- premier à Dortmund en 1990 (devant Boris Guelfand),
- Buenos Aires en 1992,
- Göteborg et Aubervilliers (parties rapides) en 1996.

## Installation en Hongrie
En 1992, Tchernine s'installa à Budapest in 1992 et obtint la nationalité hongroise un an plus tard. Il représenta son pays d'adoption à de nombreuses reprises, notamment aux olympiades d'échecs (en 1994 et 1996) et au Championnat d'Europe d'échecs des nations où il remporta la médaille d'argent par équipe avec la Hongrie en 1999 à Batoumi.
Récemment, même s'il joue moins souvent, il termina premier ex æquo avec Viswanathan Anand au tournoi de maîtres en Corse en 2001, mais il fut battu par ce dernier au match de barrage. Il est également actif comme entraîneur, son meilleur élève étant le jeune maître italo-américain Fabiano Caruana.

## Publications
Aleksandr Tchernine est un théoricien réputé qui a écrit beaucoup d'analyses notamment pour la revue New in Chess. Dans les ouvertures, il est un expert de la défense Pirc. En 2001, il a écrit le livre Pirc Alert ! avec Lev Alburt.

## Sources
- (en) Cet article est partiellement ou en totalité issu de l’article de Wikipédia en anglais intitulé « Alexander Chernin » (voir la liste des auteurs).